# Chiesa di San Leonardo vecchia
La chiesa di San Leonardo è un edificio religioso consacrato di Cavalicco, frazione di Tavagnacco.
La chiesa è citata per la prima volta il 12 luglio 882 quando Valperto, patriarca di Aquileia, la consacrò al santo francese.
Al suo interno vi sono affreschi di epoche diverse, interessanti quelle delle vele con raffigurazioni dei Dottori della Chiesa e Simboli dei quattro Evangelisti, opera di un anonimo maestro friulano della seconda metà del XV secolo. Sono presenti anche due affreschi del pittore Pietro Fuluto raffiguranti la Madonna in trono con Bambino, firmato e datato, e San Sebastiano.
Nell'aula invece scene della Vita di San Leonardo, risalenti alla seconda metà del XIV secolo.